# Anneliese Seonbuchner
Anneliese Keilitz (* 13. September 1929 in Nürnberg als Anneliese Seonbuchner; † 20. November 2020) war eine deutsche Leichtathletin und Olympiateilnehmerin, die in den 1950er Jahren insbesondere im 80-Meter-Hürdenlauf erfolgreich war. Bei den Olympischen Spielen 1952 belegte sie darin den vierten Platz (11,2 s), bei den Europameisterschaften 1954 gewann sie die Silbermedaille (11,2 s). Ihre 1947 begonnene Karriere beendete sie 1958.
Für ihre sportlichen Leistungen wurde sie am 19. November 1951 mit dem Silbernen Lorbeerblatt ausgezeichnet.
Anneliese Seonbuchner startete für den 1. FC Nürnberg. In ihrer Wettkampfzeit war sie 1,72 m groß und wog 58 kg. Mit ihrer Heirat 1959 nahm sie den Namen Keilitz an.

## Ergebnisse

### Olympische Spiele
- 1952 – 80 m Hürden (4.)

### Europameisterschaften
- 1954 – 80 m Hürden (Silber)

### Deutsche Meisterschaften (Freiluft)
- 1950 – 80 m Hürden (1.)
- 1951 – 80 m Hürden (2.), 4 × 100 m (3.)
- 1952 – 80 m Hürden (2.), Fünfkampf (2.), 4 × 100 m (3.)
- 1953 – 80 m Hürden (2.), Weitsprung (1.), 4 × 100 m (3.)
- 1954 – 80 m Hürden (3.), 4 × 100 m (3.)
- 1955 – Weitsprung (2.)
- 1956 – Fünfkampf (2.), 4 × 100 m (3.)
- 1957 – Fünfkampf (3.), Weitsprung (2.), 4 × 100 m (1.)
- 1958 – 80 m Hürden (3.), Fünfkampf (3.)

### Deutsche Meisterschaften (Halle)
- 1954 – 60 m Hürden (1.), Hochsprung (2.)
- 1955 – 60 m Hürden (1.)
- 1956 – 60 m Hürden (2.)
- 1958 – Bahn-Mehrkampf (3.)